# Băicoi
Băicoi ist eine Stadt im Kreis Prahova in der Region Walachei in Rumänien.

## Lage
Băicoi liegt auf der Südostseite der Transsilvanischen Alpen, auf einer Hochfläche über dem Fluss Prahova an der Nationalstraße Drum național 1, etwa 15 Kilometer nördlich von der Kreishauptstadt Ploiești.

## Geschichte
Auf dem Gebiet der Katastralgemeinde Țintea wurden Münzen aus der Zeit von Philipp II. von Makedonien (359 bis 336 v. Chr.) gefunden. Unter der Herrschaft von Burebista (82 bis 44 v. Chr.) gehörte das Gebiet zum Dakischen Reich. Die erste urkundliche Erwähnung erfolgte 1597.
Die Ortschaft nahm einen Aufschwung nach der 1879 erfolgten Fertigstellung der Eisenbahnlinie von Ploiești nach Predeal, die westlich an Băicoi vorbeiführt; es entstand unter anderem eine Erdölraffinerie. 1907 beteiligten sich die Bauern des  Ortes am Aufstand der Landbevölkerung. 1948 wurde Băicoi zur Stadt erhoben. In wirtschaftlicher Hinsicht spielen in der Stadt neben der Erdölindustrie der Maschinenbau und die Landwirtschaft eine wesentliche Rolle.

## Bevölkerung
1790 wurden in Băicoi 3257 Einwohner registriert; 1930 waren es 10.117. Im Jahr 1992 wurde mit 20.676 der Höhepunkt der Bevölkerungszahl erreicht, die seitdem wieder etwas rückläufig ist. Bei der Volkszählung 2002 wurden in der Stadt 20.020 Einwohner registriert, darunter 19.880 Rumänen, 127 Roma und 8 Ungarn.

## Verkehr
Băicoi liegt – wie bereits erwähnt – unweit der 1879 eröffneten Bahnstrecke, die heute Teil der Fernverbindung von Bukarest nach Oradea ist. Der nächstgelegene Bahnhof ist Florești in etwa 5 km Entfernung. Parallel zur Eisenbahnlinie verläuft die Nationalstraße 1, die hier Teil der Europastraße 60 ist. Regelmäßiger Busverkehr besteht u. a. nach Ploiești. Es gibt auf einigen wenigen Buslinien auch einen innerstädtischen Nahverkehr. 

## Sehenswürdigkeiten
- Kurbad Valea Stelii im Ortsteil Țintea